# Jürgen Creutzmann

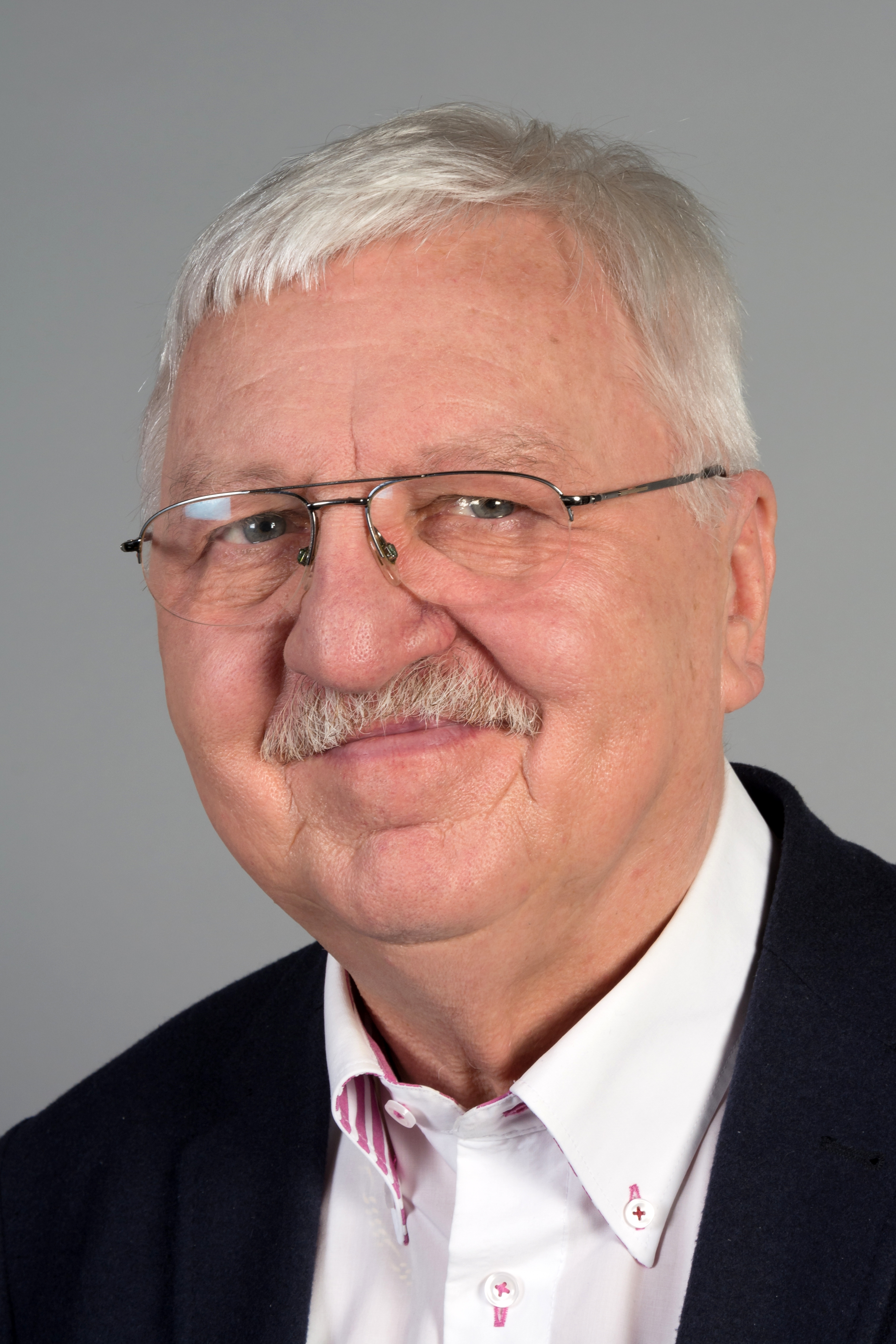
Jürgen Creutzmann 2014

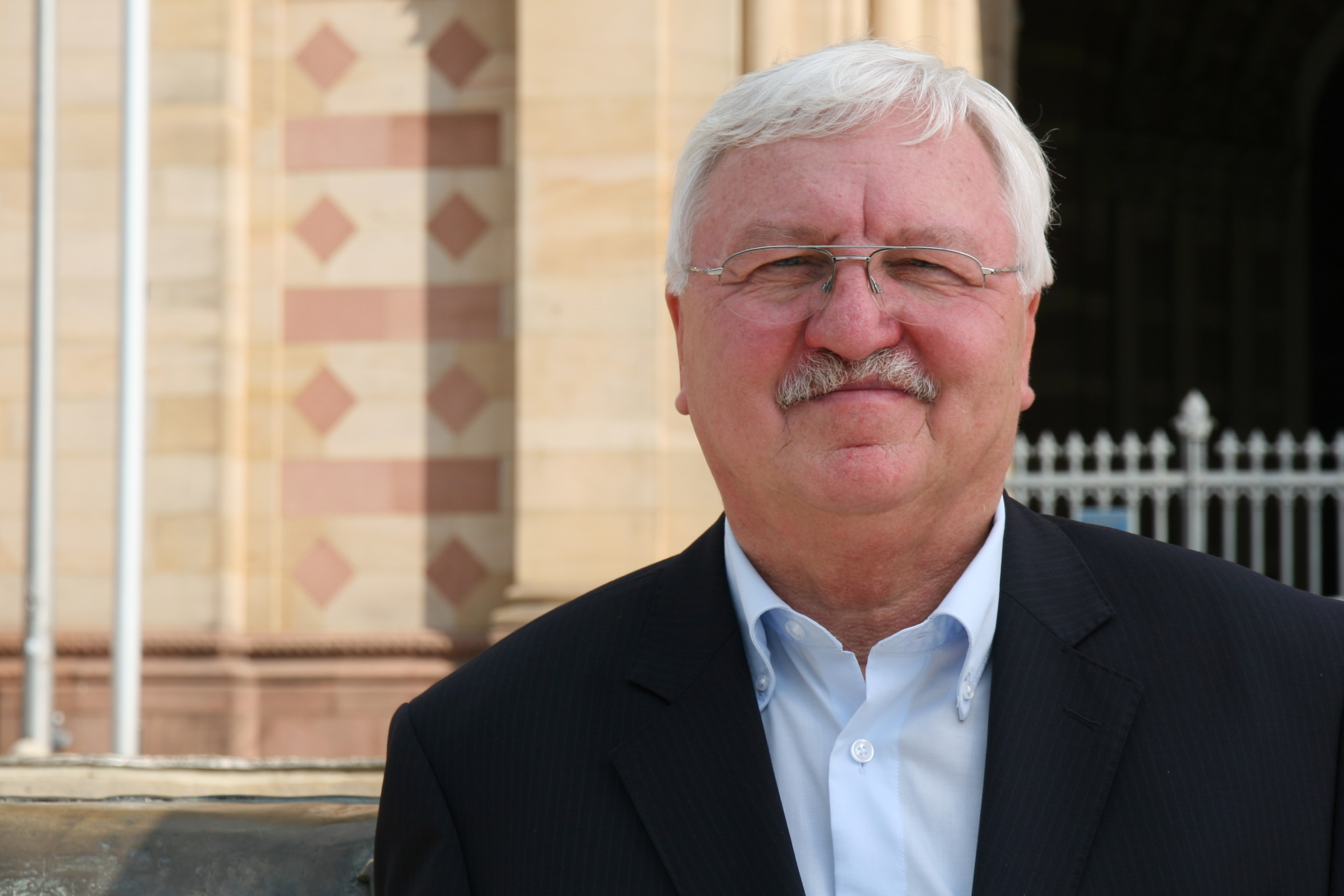
Jürgen Creutzmann vor dem Kaiserdom seiner Geburtsstadt Speyer

Jürgen Creutzmann (* 4. Oktober 1945 in Speyer) ist ein deutscher Politiker (FDP) und war von 2009 bis 2014 Mitglied des Europäischen Parlaments.

## Leben und Beruf
Creutzmann ist in Speyer geboren, wo er bis zur Mittleren Reife zur Schule ging. Nach dem Abitur 1966 am Wirtschaftsgymnasium Heidelberg studierte Creutzmann neun Semester Betriebswirtschaft an der Universität Mannheim. Anschließend war er bei einer Wirtschaftsprüfungsgesellschaft beschäftigt, ehe er 1973 zur BASF wechselte, wo er bis zum Jahr 2006 tätig war. Von 1973 bis 1988 war er mitverantwortlich für den Konzernabschluss der BASF SE Gruppe. Von 1988 bis 2006 war er als „Director Subsidiaries Accounting Services“ verantwortlich für das Rechnungswesen von zuletzt etwa 50 Tochter- und Beteiligungsgesellschaften der BASF.
Creutzmann ist verheiratet und hat zwei Kinder.

## Partei
1965 trat Creutzmann den Deutschen Jungdemokraten bei, bei denen er in den Landesvorstand gewählt wurde. Ein Jahr später wurde er Mitglied der FDP. Von 1971 bis 1973 war er Vorsitzender des FDP-Kreisverbands in Speyer. 1974 war er Mitgründer der FDP Dudenhofen und wurde zum Vorsitzenden des Gemeindeverbands gewählt. 1983 wurde Creutzmann in den Landesvorstand der FDP Rheinland-Pfalz und zum Schatzmeister seiner Partei gewählt. Dieses Amt übte er 40 Jahre aus, bis er 2023 nicht mehr zur Wiederwahl antrat. Auf dem Landesparteitag der FDP Rheinland-Pfalz in diesem Jahr wurde ihm der Titel des Ehrenschatzmeisters der Partei verliehen.

## Abgeordneter
Von 1974 bis 1994 war Creutzmann Mitglied des Ortsgemeinderats von Dudenhofen und Fraktionsvorsitzender. Den Vorsitz der FDP-Fraktion hatte er auch von 1974 bis 2009 im Gemeinderat der Verbandsgemeinde Dudenhofen sowie von 2004 bis 2009 im Bezirkstag Pfalz inne. Von 1989 bis 2009 war er zudem Fraktionsvorsitzender im Kreistag des Landkreises Ludwigshafen bzw. des Rhein-Pfalz-Kreises. 1998 rückte er in den Landtag Rheinland-Pfalz nach. Dort war er zunächst innen- und medienpolitischer Sprecher und von 1999 bis 2001 stellvertretender Vorsitzender der FDP-Landtagsfraktion. Von 2001 bis 2006 war er Vizepräsident des Landtags. 2006 wurde er Vorsitzender des Europaausschusses und steuer- und europapolitischer Sprecher der FDP-Fraktion.
2009 wurde Creutzmann als Abgeordneter in das Europäische Parlament gewählt. Im Zuge dessen legte Creutzmann sein Landtagsmandat nieder. Im Europäischen Parlament war Creutzmann als Schatzmeister Mitglied des Vorstands der FDP-Delegation, die der liberalen ALDE-Fraktion angehört. Er war Mitglied des Ausschusses für Binnenmarkt und Verbraucherschutz (IMCO), sowie Stellvertreter im Ausschuss für Beschäftigung und soziale Angelegenheiten und in der Delegation für die Beziehungen zu Kanada. Zudem war Creutzmann stellvertretender Vorsitzender der SME Intergroup, einer interfraktionellen Arbeitsgruppe, die sich für die Belange kleiner und mittlerer Unternehmen einsetzt.
Als Berichterstatter im Ausschuss für Binnenmarkt und Verbraucherschutz stellte Creutzmann am 22. Juni 2011 seinen Berichtsentwurf über Online-Glücksspiele im Binnenmarkt vor. Dieser sollte Grundlage für die Position des Europäischen Parlaments zu einer möglichen EU-Regulierung des Online-Glücksspiels im Binnenmarkt sein.
Daneben war er ehrenamtlicher Geschäftsführer der Strukturförderungsgesellschaft für den Landkreis Ludwigshafen, stellvertretender Vorsitzender der LPR Rheinland-Pfalz, Mitglied im Sprecherausschuss der Leitenden Angestellten der BASF SE, im Verwaltungsrat der Landesbank Rheinland-Pfalz, im Verwaltungsrat der Kreissparkasse Ludwigshafen bzw. Rhein-Pfalz-Kreis, im Richterwahlausschuss, im Vorstand der Liberalen Mittelstandsvereinigung Rheinland-Pfalz und im Verband angestellter Akademiker und Leitender Angestellter der Chemischen Industrie (VAA).

## Mitgliedschaften
Creutzmann war Mitglied der Europa-Union Parlamentariergruppe Europäisches Parlament.